# Edgar Bartolomeu
Edgar Bartolomeu (14 de septiembre de 1976, Angola) es un futbolista profesional angoleño. Actualmente juega para el Toronto Lynx en la USL First Division.

## Trayectoria
- Toronto Lynx (1999 - 2000) (11 partidos, ningún gol)
- MetroStars (2003) (18 partidos, ningún gol)
- Toronto Lynx (2004) (37 partidos, 1 gol)

- Datos: Q3719041